# 水美舞斗
水美 舞斗（みなみ まいと、6月28日 - ）は、宝塚歌劇団宙組に所属する男役スター。
大阪府寝屋川市、大阪国際大和田中学校出身。身長170cm。愛称は「みなみ」、「マイティー」、「王子」、「みなちゃん」。

## 来歴
2007年、宝塚音楽学校入学。
2009年、音楽学校卒業後、宝塚歌劇団に95期生として入団。入団時の成績は3番。宙組公演「薔薇に降る雨／Amour それは…」で初舞台。その後、花組に配属。
キレのあるダンスで注目を集め、2014年、明日海りお・蘭乃はなトップコンビ大劇場お披露目となる「エリザベート」新人公演で、大役ルキーニに抜擢。
2015年、明日海りお・花乃まりあトップコンビ大劇場お披露目となる「カリスタの海に抱かれて」で、新人公演初主演。新人公演最終学年となる入団7年目での抜擢となった。
2018年の「セニョール クルゼイロ!」でバウホール公演初主演。
2019年の「Dream On!」（バウホール公演）に前期日程のみ特別出演し、綺城ひか理・飛龍つかさとメインキャストを務める。
2021年の「銀ちゃんの恋」（KAAT神奈川芸術劇場・ドラマシティ公演）で、東上公演初主演。
2022年の「巡礼の年／Fashionable Empire」より花組新2番手に昇格。
2023年4月28日付で専科へと異動。同年の星組「ME AND MY GIRL」（博多座公演）で、暁千星と役替わりで主演。
2025年4月28日付で専科から宙組へ異動。2025年6月20日からの宙組KAAT神奈川芸術劇場公演『RED STONE』より宙組生として出演する。

## 人物
3歳からバレエを始め、踊ることが大好きだった。
祖母の影響で小さい頃から宝塚の舞台を観劇しており、「歌と芝居で人が人をこんなにも感動させられるんだ。ここで踊りたい」と進路を決め受験し、一発合格を果たした。

## 主な舞台

### 初舞台
- 2009年4 - 5月、宙組『薔薇に降る雨』『Amour それは…』（宝塚大劇場のみ）

### 花組時代
- 2009年9 - 11月、『外伝 ベルサイユのばら-アンドレ編-』 - 衛兵隊、新人公演：ラサール（本役：月央和沙）『EXCITER!!』
- 2010年1月、『BUND／NEON 上海』（バウホール） - ウェイター
- 2010年3 - 5月、『虞美人』 - 新人公演：蕭何（本役：瀬戸かずや）
- 2010年7 - 10月、『麗しのサブリナ』 - 新人公演：ケビン（本役：朝夏まなと）『EXCITER!!』
- 2010年11 - 12月、『メランコリック・ジゴロ』『ラブ・シンフォニー』（全国ツアー）
- 2011年2 - 4月、『愛のプレリュード』 - 新人公演：ゲイリー・ミラー（本役：望海風斗）『Le Paradis!!（ル パラディ）』
- 2011年6 - 9月、『ファントム』 - 従者、新人公演：リシャール（本役：望海風斗）
- 2011年10 - 11月、『カナリア』（ドラマシティ・日本青年館） - ウカ
- 2012年1 - 3月、『復活-恋が終わり、愛が残った-』 - 新人公演：ファナーリン弁護士（本役：華形ひかる）『カノン』
- 2012年4 - 5月、『長い春の果てに』『カノン』（全国ツアー）
- 2012年7 - 10月、『サン＝テグジュペリ』 - 新人公演：マルセル・レーヌ（本役：華形ひかる）『CONGA!!』
- 2012年11 - 12月、蘭寿とむコンサート『Streak of Light-一筋の光…-』（日本青年館・ドラマシティ）
- 2013年2 - 5月、『オーシャンズ11』 - バージル・モロイ、新人公演：ラスティー・ライアン（本役：北翔海莉）
- 2013年6月、『フォーエバー・ガーシュイン』（バウホール） - ウォルター・ウィンチェル
- 2013年8 - 11月、『愛と革命の詩（うた）-アンドレア・シェニエ-』 - モーリス・クリヨン、新人公演：ジュール・モラン（本役：春風弥里）『Mr. Swing!』
- 2013年12月、『New Wave!-花-』（バウホール）
- 2014年2 - 5月、『ラスト・タイクーン -ハリウッドの帝王、不滅の愛-』 - ディック、新人公演：パット・ブレーディ（本役：明日海りお）『TAKARAZUKA ∞ 夢眩』
- 2014年6 - 7月、『ノクターン-遠い夏の日の記憶-』（バウホール） - ベロヴゾーロフ
- 2014年8 - 11月、『エリザベート-愛と死の輪舞（ロンド）-』 - マデレーネ（黒天使）、新人公演：ルイジ・ルキーニ（本役：望海風斗）[9][6]
- 2015年1月、『風の次郎吉-大江戸夜飛翔-』（ドラマシティ・日本青年館） - 三郎太
- 2015年3 - 6月、『カリスタの海に抱かれて』 - スタン、新人公演：シャルル・ヴィルヌーブ・ドゥ・リベルタ（カルロ・ヴィラーニ）（本役：明日海りお）『宝塚幻想曲（タカラヅカ ファンタジア）』 新人公演初主演[8][6]
- 2015年7 - 8月、『スターダム』（バウホール） - ネイサン
- 2015年10 - 12月、『新源氏物語』 - 藤式部之丞、新人公演：頭中将（本役：瀬戸かずや）『Melodia-熱く美しき旋律-』
- 2016年2 - 3月、『For the people-リンカーン 自由を求めた男-』（ドラマシティ・KAAT神奈川芸術劇場） - エルマー・エルスワース
- 2016年4 - 7月、『ME AND MY GIRL』 - ジェラルド・ボリングボーク[注釈 1]／ランベス・クイーン[注釈 2]
- 2016年8月、『Bow Singing Workshop〜花〜』（バウホール）
- 2016年9月、『アイラブアインシュタイン』（バウホール） - トーマス
- 2016年11 - 2017年2月、『雪華抄（せっかしょう）』『金色（こんじき）の砂漠』 - 賊の男ザール
- 2017年3 - 4月、『仮面のロマネスク』 - アゾラン『EXCITER!!2017』（全国ツアー）
- 2017年6 - 8月、『邪馬台国の風』 - ツブラメ『Santé!!』
- 2017年10月、『はいからさんが通る』（ドラマシティ・日本青年館） - 鬼島森吾
- 2018年1 - 3月、『ポーの一族』 - バイク・ブラウン／バイク・ブラウン4世
- 2018年5月、『Senhor CRUZEIRO（セニョール クルゼイロ）!』（バウホール） - クルゼイロ バウ初主演[8][6]
- 2018年7 - 10月、『MESSIAH（メサイア）-異聞・天草四郎-』 - 松平信綱『BEAUTIFUL GARDEN-百花繚乱-』
- 2018年11 - 12月、『メランコリック・ジゴロ』 - スタン『EXCITER!!2018』（全国ツアー）
- 2019年2 - 4月、『CASANOVA』 - マリノ・バルビ神父
- 2019年5月、『Dream On!』（バウホール） 特別出演[注釈 3][9]
- 2019年6月、『恋スルARENA』（横浜アリーナ）[9]
- 2019年8 - 11月、『A Fairy Tale -青い薔薇の精-』 - ニック・ロックウッド『シャルム!』[2]
- 2020年1月、『DANCE OLYMPIA』（東京国際フォーラム） - パトロクロス／パット
- 2020年7 - 11月、『はいからさんが通る』 - 鬼島森吾[5]
- 2021年4 - 7月、『アウグストゥス-尊厳ある者-』 - アグリッパ『Cool Beast!!』
- 2021年8 - 9月、『銀ちゃんの恋』（KAAT神奈川芸術劇場・ドラマシティ） - 倉丘銀四郎 東上初主演[7][1]
- 2021年11 - 2022年2月、『元禄バロックロック』 - コウズケノスケ『The Fascination（ザ ファシネイション）!』
- 2022年3 - 4月、『TOP HAT』（梅田芸術劇場） - ホレス・ハードウィック
- 2022年6 - 9月、『巡礼の年〜リスト・フェレンツ、魂の彷徨〜』 - フレデリック・ショパン『Fashionable Empire』[10]
- 2022年10 - 11月、『フィレンツェに燃える』 - レオナルド『Fashionable Empire』（全国ツアー）
- 2023年1 - 3月、『うたかたの恋』 - ジャン・サルヴァドル『ENCHANTEMENT（アンシャントマン）-華麗なる香水（パルファン）-』[1]

### 専科時代
- 2023年10 - 11月、星組『ME AND MY GIRL』（博多座） - ウイリアム・スナイブスン[注釈 4]／ジョン・トレメイン卿[注釈 4] 主演[11]
- 2024年1 - 2月、『HiGH&LOW THE 戦国』（THEATER MILANO-Za）  - 神洲崎湧水 外部出演[13]
- 2024年5 - 6月、『ベルサイユのばら50〜半世紀の軌跡〜』（梅田芸術劇場・東京建物 Brillia HALL） 外部出演[14]
- 2024年8 - 9月、月組『琥珀色の雨にぬれて』 - ルイ・バランタン『Grande TAKARAZUKA 110!』（全国ツアー）[15]

### 宙組時代
- 2025年6 - 7月、『RED STONE』（KAAT神奈川芸術劇場・ドラマシティ） - アレックス・カニンガム 主演[16][12]
- 2025年9 - 2026年1月、『PRINCE OF LEGEND』 - 京極尊人『BAYSIDE STAR』

## 出演イベント
- 2011年11月、第51回『宝塚舞踊会』
- 2013年6 - 7月、『宝塚巴里祭2013-La Chanson de Paris 99-』[17]
- 2016年4月、『ME AND MY GIRL』前夜祭
- 2016年12月、タカラヅカスペシャル2016『Music Succession to Next』
- 2017年12月、タカラヅカスペシャル2017『ジュテーム・レビュー-モン・パリ誕生90周年-』
- 2018年12月、タカラヅカスペシャル2018『Say!Hey!Show Up!!』
- 2019年12月、タカラヅカスペシャル2019『Beautiful Harmony』
- 2021年1 - 2月、水美舞斗スペシャルライブ『Aqua Bella!!』[5][18]
- 2023年4月、水美舞斗ディナーショー『One and Only』[19][1]
- 2025年2月、芹香斗亜ディナーショー『The Royal Banquet』（ホテル阪急インターナショナル・パレスホテル東京）[20]

## 受賞歴
- 2017年、『宝塚歌劇団年度賞』 - 2016年度新人賞[21]
- 2022年、『宝塚歌劇団年度賞』 - 2021年度努力賞[22]
- 2024年、『宝塚歌劇団年度賞』 - 2023年度努力賞[23]